# Стрит-панк
Стрит-панк (англ. Street punk, уличный панк) — поджанр пролетарского направления панк-рока, сложившийся в начале 1980-х годов, когда целый ряд исполнителей и значительная часть аудитории стали ощущать оторванность от основной, «искусственной», на их взгляд, панк-сцены основным источником стрит-панка считается Oi!-движение, прежде всего — творчество таких групп, как Sham 69, Angelic Upstarts, Cockney Rejects, Cock Sparrer и UK Subs. Английский стрит-панк родственен американскому хардкору, но имеет и ряд отличий.

## История

### UK 82
Исполнители UK 82 (также известного как UK hardcore, second wave punk или real punk) переняли существующий звук панка старой школы и добавили непрерывные ритмы и тяжёлый звук групп Новой Волны британского хэви-метала, в частности большое влияние оказала группа Motörhead. Термин «UK 82» был взят из названия песни The Exploited. Согласно Яну Глэсперу, наиболее значимыми являются три группы: The Exploited из Эдинбурга, Discharge из Сток-он-Трента и Charged GBH из Бирмингема.
Другие группы движения UK 82: English Dogs, Chaos U.K., Blitz, The Partisans, Disorder, Broken Bones, The Violators, Abrasive Wheels, One Way System, Vice Squad и Anti-Nowhere League.
В 80-х в СССР тоже стали появляться группы, играющие UK 82: «Osakond 79» (Таллин), «Пищевые отходы» (Новосибирск).

### Ди-бит
В ранних 80-х подражателями группы Discharge был разработан стиль ди-бит (англ. D-beat). Первой группой стиля стала The Varukers. Другие представители: Disclose, Crucifix, Final Conflict, Ratos de Porão. Особо популярным стиль стал в Швеции: Anti Cimex, Mob 47, Driller Killer, Wolfbrigade. Современные шведские группы: Totalitär, Skitsystem, Disfear.
На основе ди-бита, благодаря группам Amebix и Antisect, возник жанр краст-панк.

### Современный стрит-панк
К выдающимся группам стрит-панка 1990-х относят Oxymoron, The Virus, The Casualties, The Unseen, Rancid, A Global Threat, Lower Class Brats, Clit 45, The Restarts, The P-Tones и Antidote.